# Apocheima pyri
Apocheima pyri är en fjärilsart som beskrevs av Yang 1978. Apocheima pyri ingår i släktet Apocheima och familjen mätare. Inga underarter finns listade i Catalogue of Life.